# Hermann von Brandt
Hermann Wilhelm Karl August von Brandt (* 15. April 1828 in Königsberg (Preußen); † 5. Juni 1902 in Hannover) war ein deutscher Verwaltungs- und Polizeibeamter.

## Leben
Hermann von Brandt, aus Erfurt stammend, studierte Rechtswissenschaften an der Universität Halle. 1848 wurde er Mitglied des Corps Marchia Halle. Nach dem Studium trat er in den preußischen Staatsdienst und wurde zunächst Regierungsassessor. Im Dezember 1857 wurde er zum Landrat im Kreis Lyck ernannt. Im Juni 1866 wechselte er als Landrat in den Landkreis Danzig. 1867 wurde er zunächst kommissarisch und im folgenden Jahr endgültig zum Polizeipräsidenten von Hannover ernannt. Das Amt hatte er bis zu seiner Pensionierung 1895 inne.